# 급소

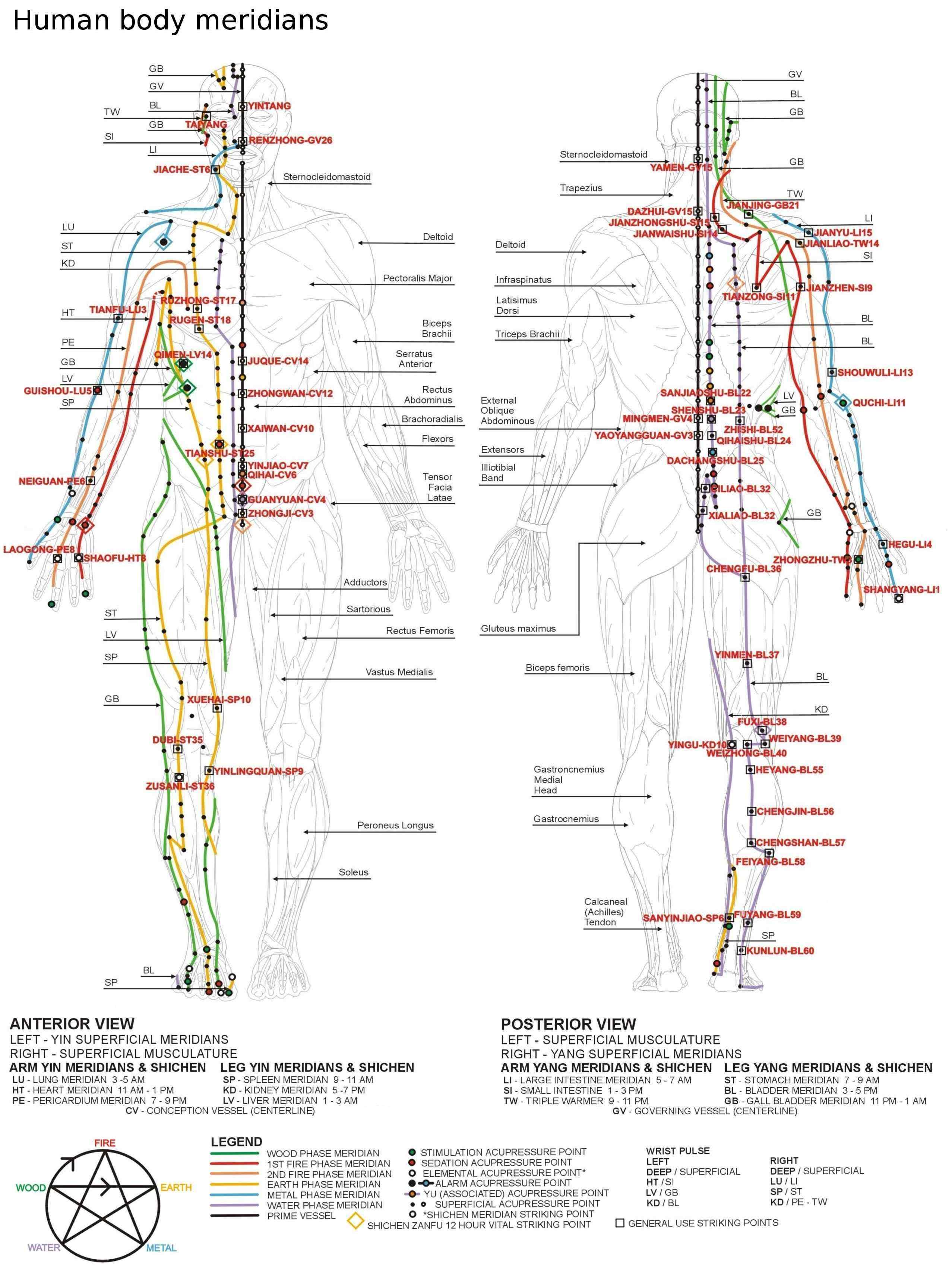
급소

급소(急所, 영어: pressure point, tender spot)는 중의학과 인도 아유르베다, 싯다 의학, 무예 분야에서 경락 지점으로부터 유래하며 특정한 방식으로 다룰 때 상당한 통증이나 기타 영향을 줄 수 있는 인체의 특정 지점을 가리킨다. 혈자리의 의미로 혈위(穴位)로도 부른다. 남성의 경우엔 고환도 포함된다.

## 같이 보기
- 경락